# 메르세데스-벤츠 EQC
메르세데스-벤츠 EQC는 독일의 자동차 회사인 다임러 AG가 제조해 메르세데스-벤츠로 판매하는 중형 SUV 전기 자동차이다.